# Music from the OC: Mix 1
Music from the OC: Mix 1 è una raccolta di canzoni tratte della colonna sonora della prima stagione della serie televisiva The O.C.. In Italia è uscita il 22 ottobre 2004.

## Tracce
1. South - Paint the Silence
2. Jem - Just a Ride
3. Joseph Arthur - The Honey and the Moon
4. Spoon - The Way we Get by
5. Jet - Move On
6. The 88 - How Good It Can Be
7. Doves - Caught by the River
8. Turin Brakes - Rain City
9. The Dandy Warhols - We Used to Be Friends
10. Finley Quaye + William Orbit - Dice
11. Alexi Murdoch - Orange Sky
12. Phantom Planet - California